# جيسات
جيسات هي كومونا في مدينة ميلانو الحضرية في منطقة لومباردي الإيطالية، وتقع على بعد حوالي 25 كيلومتر (16ميل) شمال شرق ميلانو .
تقع جيسات على حدود البلديات التالية : كامبياغو , ماساتي , بيسانو كون , بورناغو , إنزاغو , جورجونزولا , وبيلينزاغو لومباردو. تستضيف جيسات المحطة الشرقية لمترو ميلانو (خط 2, فرع جيسات) .

## روابط خارخية
- الموقع الرسمي